# Raffaello Politi
Raffaello of Raffaele Politi (Syracuse, 2 september 1783 – Agrigento, 10 oktober 1870) was een kunstschilder in het Koninkrijk der Beide Siciliën. Daarnaast was hij archeoloog en kunsthistoricus door zelfstudie.

## Levensloop
Het vak van kunstschilder leerde Politi van zijn vader, Vincenzo Politi, op Sicilië. De eerste opdracht kreeg Politi van de bisschop van Syracuse Alagona. Deze droeg hem op een schilderij van Caravaggio te kopiëren voor de kathedraal. Nadat Politi gehuwd was met Laura Jacono, verhuisde het echtpaar naar Agrigento (1809). Zijn atelier bouwde hij daar uit. Portretten, fresco’s en pentekeningen waren zijn oeuvre. Hij signeerde met Raffaele Politi. Enkele kerken op Sicilië waar zijn werken te zien zijn, zijn de kathedraal van Noto (Opgang op de Calvarieberg, 1809), de Duomo del Santissimo Crocifisso in Siculiana (Stigmata van de heilige Franciscus van Assisi) en de Chiesa di Santo Spirito in Agrigento (Madonna met Kind en de heiligen Benedictus en Bernardus, 1855). Het Museo Civico in Agrigento en de Biblioteca Comunale in Palermo bezitten werken van zijn hand.
Politi interesseerde zich in architectuur en kunstwerken van de Klassieke oudheid. Dit deed hij door eigen opzoekingswerk en door contacten te leggen met belangrijke Sicilianen in de kunstwereld: Domenico Lo Faso, voorzitter van de Commissie voor Oudheid en Schone Kunsten, met de prins van Trabia, de beeldhouwer Villareale en enkele vooraanstaande architecten. Voor lokale tijdschriften zoals La Concordie di Palermo en de Lucifero di Napoli schreef hij artikels. Hij publiceerde een inventaris van opgegraven objecten in Akragas, onder meer met een studie over Griekse vazen en over de zogenaamde Venus Andolina.
Uit brokstukken aan het Tempel van Zeus in Agrigento reconstrueerde Politi een van de giganten tot een geheel (1825). Deze gigant is bewaard in het Museo di San Nicola in Agrigento; op de open lucht plek in Akragas ligt slechts een kopie op de grond. 
Politi was een tijdgenoot van baron Gabriele Iudica, die opgravingen deed in Akrai. Deze baron liet zich een portret schilderen bij Politi.
Op de archeologische site van Akragas ontving Politi buitenlandse gasten: kroonprins Lodewijk van Beieren (1818), Leo von Klenze (1823) en Alexandre Dumas (1835; 1862).
Koning Frans I benoemde Politi in 1826 tot regio custode delle Antichità Agrigentine ofwel koninklijk bewaarder van Oudheidkunde in Agrigento. In dit ambt leidde Politi officieel de archeologische opzoekingen. 
Politi overleed in 1870, tien jaar nadat het Koninkrijk der Beide Siciliën  was opgegaan in het eengemaakte koninkrijk Italië. Zijn broer Giuseppe Politi en zijn zoon Apelle Politi waren verder nog kunstschilder in Agrigento.

## Eerbewijs
In 1889 besliste het stadsbestuur dat de normaalschool naar hem moest genoemd worden: het Liceo Pedagogico e Scientifico, later genoemd het Liceo Scientifico e Scienze Umane Raffaello Politi in Agrigento.

## Illustraties

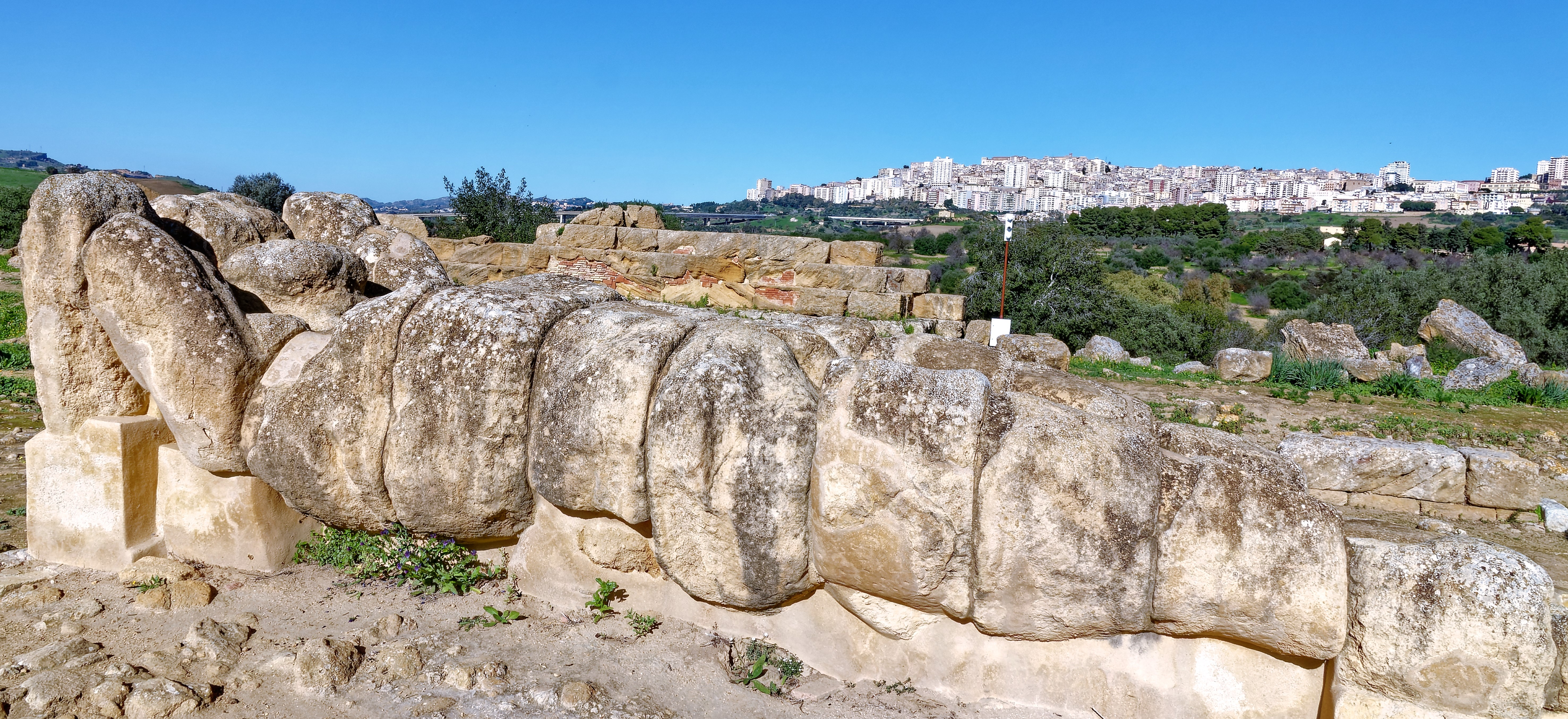
Akragas, kopie van een gigant samengesteld door Politi
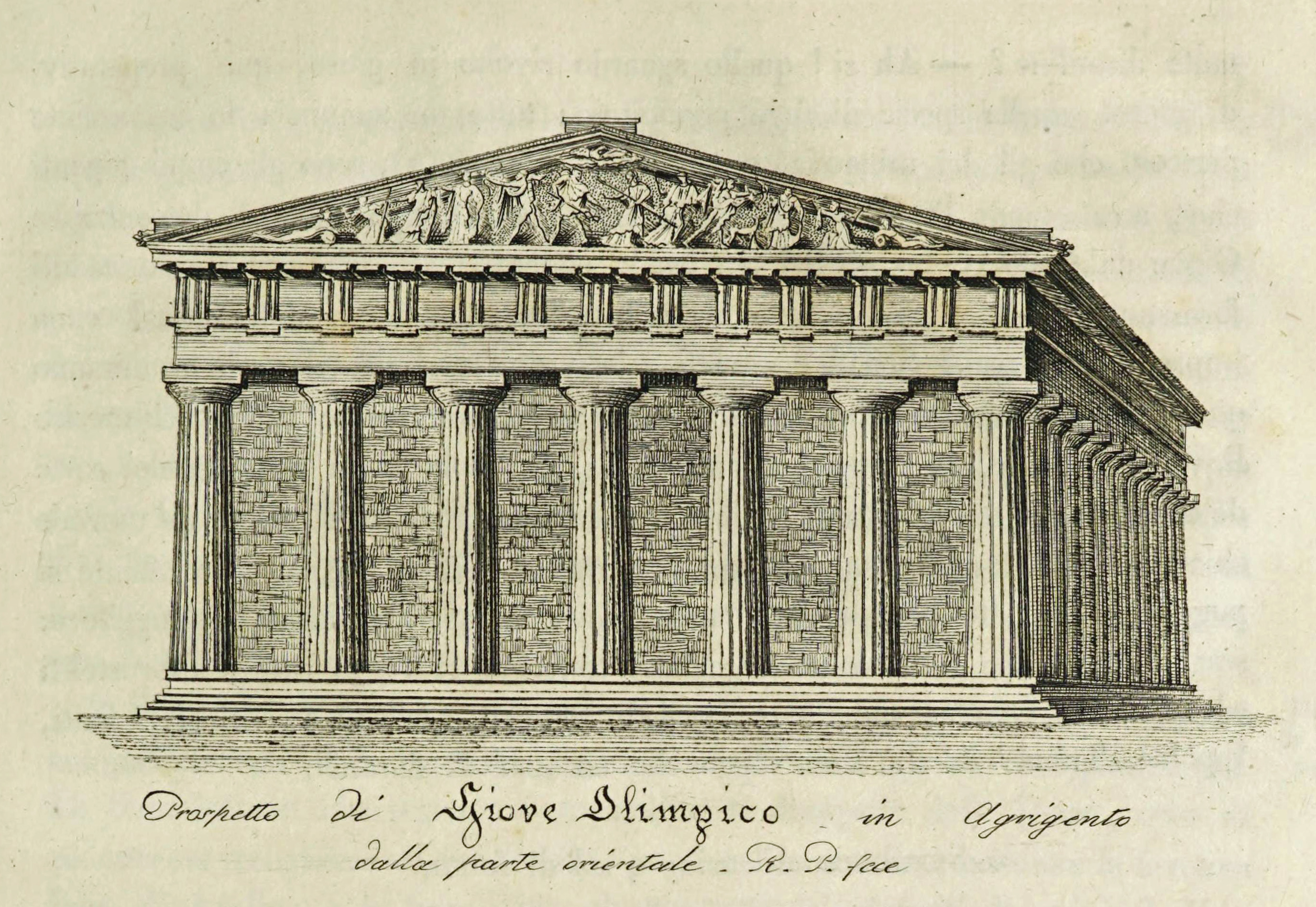
Akragas, pentekening door hem van de Tempel van Zeus
- Zijn publicatie over de collectie Oudgriekse vazen van de koning van Beieren (1828)